# TBN 대구매거진
이정윤의 TBN 대구매거진은 TBN 대구교통방송(대구 FM 103.9, 김천 FM 95.9㎒)에서 평일 오후 4시 5분부터 4시 55분까지 방송되는 대구·경북지역의 라디오 교양, 오락, 음악 프로그램이다.

## 프로그램 소개
- 안전한 도로만들기와 자동차 상식은 기본! 대구경북의 현안, 경제, 재난안전 등 생활에 유익한 영양제!!

## 요일별 코너

### 월요일
- 경제 머니!지먼트 : 증시흐름과 환율변동, 생활경제정보(한국경제신문 임현우 기자)
- 김동철의 야단법석 : 이슈가 된 사건사고 판결이야기(김동철 변호사)

### 화요일
- 허들을 넘어라, 대구교통알리미 : 최고의 운전을 위한 마지막 허들, 안전운전정보 (대구경찰청 우지선 경사)
- 부동산 체크, 체크 : 대구의 부동산 동향(한지훈 부동산전문가 )
- 화요일엔, 스포츠로 와요~! : 스포츠 현장소식(대구일보 권종민 기자)

### 수요일
- 미리보기, 퀴즈~ : 오늘 코너 미리보는 퀴즈~
- 유기자의 뜨거운 감자 : 정치권 이슈와 뒷이야기(매일신문 유광준 기자)
- 4시에 만난 사람들 : 영화왔수다(김선빈 영화감독) / 지구촌소식(대구시 정해관 국제관계대사) / 우주항공(경북대 우주공학부 이규만 교수)

### 목요일
- 안전도시 대구 : 대구경찰청(보이스피싱) / 대구식약청 / 한국교통안전공단/한국산업안전보건공단
- 김혁의 최고운전 길라잡이 : 최고운전을 위한 운전자 상식(대구경찰청 김혁 경사)

### 금요일
- 매거진 브리핑/꿈지기 톡톡 기자단 : 한주간 지역 소식/대구미디어시청자센터 협업
- All That CAR : 자동차의 모든것(오토타임즈 김성환 기자)
- 대구는 지금! : 대구, 화제의 현장 (정윤화 리포터) * 마지막 주 이달의 친절기사